# Rebel (Naska)
Rebel è l'album di esordio del cantautore marchigiano Naska, pubblicato da Thamsanqa il 4 marzo 2022.

## Descrizione
Anticipato dai singoli Mamma non mi parla, Spezzami il cuore e Punkabbestia, il disco è composto da dieci tracce prodotte da Renzo Stone e Andrea Bonomo, fatta eccezione per gli estratti. Ha debuttato al 22º posto della Classifica FIMI Album.
A settembre 2022 esce un'edizione deluxe dell'album, contenente due inediti e due versioni acustiche.

## Tracce
1. Fare schifo (con me) – 2:29
2. 7 su 7 – 2:27
3. Mamma non mi parla – 2:49
4. Horror – 3:39
5. Punkabbestia – 2:40
6. Vaffanculo per sempre – 2:50
7. Spezzami il cuore – 2:38
8. Non ditelo ai miei – 2:38
9. Polly – 2:45
10. Rebel – 2:45

Tracce bonus (edizione deluxe)
1. Schiena dritta – 3:01
2. O mi uccidi – 3:59
3. Horror (Acoustic) – 3:40
4. Vaffanculo per sempre (Acoustic) – 2:51

## Classifiche
| Classifica (2022) | Posizione massima |
| ----------------- | ----------------- |
| Italia            | 22                |